# Gyöngyös hangyászgébics
A gyöngyös hangyászgébics (Hypoedaleus guttatus) a madarak osztályának verébalakúak (Passeriformes) rendjébe és a hangyászmadárfélék (Thamnophilidae) családjába tartozó Hypoedaleus nem egyetlen faja.
A magyar név forrással nincs megerősítve.

## Előfordulása
Brazília, Paraguay és Argentína területén honos. A nedves trópusi és szubtrópusi síkvidékbeli erdőket kedveli. A lombkoronán él, ezért nehéz észrevenni.

## Megjelenése
A hím tollazata felül fekete-fehér foltos és csíkos. A tojónak a fehér sávok felett árnyalatok is találhatóak a tollazatában.
|  |

## Külső hivatkozás
- Képek az interneten a fajról[halott link]
- Internet Bird Collection - videók a fajról[halott link]
- Xeno-canto.org - a faj hangja. [2015. április 2-i dátummal az eredetiből archiválva].